# Sebaea africana
Sebaea africana är en gentianaväxtart som beskrevs av J. Paiva och I. Nogueira. Sebaea africana ingår i släktet Sebaea och familjen gentianaväxter. Inga underarter finns listade i Catalogue of Life.